# Александрія (Теннессі)
Александрія (англ. Alexandria) — місто (англ. town) в США, в окрузі Декальб штату Теннессі. Населення — 981 особа (2020).

## Географія
Александрія розташована за координатами 36°4′45″ пн. ш. 86°2′17″ зх. д. / 36.07917° пн. ш. 86.03806° зх. д. (36.079092, -86.038100).  За даними Бюро перепису населення США в 2010 році місто мало площу 5,23 км², уся площа — суходіл.

## Демографія
Згідно з переписом 2010 року, у місті мешкало 966 осіб у 403 домогосподарствах у складі 263 родин. Густота населення становила 185 осіб/км².  Було 437 помешкань (84/км²).
Расовий склад населення:
| - 93,4 % — білих - 4,1 % — чорних або афроамериканців - 0,4 % — корінних американців - 0,2 % — азіатів |

До двох чи більше рас належало 1,3 %. Частка іспаномовних становила 1,1 % від усіх жителів.
За віковим діапазоном населення розподілялося таким чином: 24,9 % — особи молодші 18 років, 56,2 % — особи у віці 18—64 років, 18,9 % — особи у віці 65 років та старші. Медіана віку мешканця становила 38,2 року. На 100 осіб жіночої статі у місті припадало 93,6 чоловіків;  на 100 жінок у віці від 18 років та старших — 83,5 чоловіків також старших 18 років.
Середній дохід на одне домашнє господарство  становив 52 575 доларів США (медіана — 50 781), а середній дохід на одну сім'ю — 58 648 доларів (медіана — 60 000). Медіана доходів становила 37 257 доларів для чоловіків та 30 357 доларів для жінок. За межею бідності перебувало 14,5 % осіб, у тому числі 18,1 % дітей у віці до 18 років та 9,3 % осіб у віці 65 років та старших.
Цивільне працевлаштоване населення становило 399 осіб. Основні галузі зайнятості: освіта, охорона здоров'я та соціальна допомога — 22,6 %, виробництво — 15,5 %, будівництво — 12,5 %, транспорт — 11,3 %.